# Longitud (geografia)
La longitud, de vegades representada per la lletra grega λ (lambda), descriu la localització d'un punt determinat de la Terra respecte a una línia nord-sud anomenada Meridià de Greenwich, els punts poden ser a l'est o a l'oest d'aquesta línia. La longitud es dona com una mesura angular que va de 0°, per als punts que són sobre la línia del Meridià de Greenwich, fins als +180° per als punts situats a l'est i fins als -180° per als punts situats a l'oest. Contràriament a la latitud que té a l'equador una línia natural de partida, en el cas de la longitud no existeix aquesta possibilitat i el meridià de partida ha de ser escollit de manera arbitrària. El 1884 la Conferència Internacional del Meridià va adoptar el Meridià de Greenwich com el meridià de referència, la longitud 0°.
Cada grau de longitud se subdivideix en 60 minuts, cadascun dividit en 60 segons d'arc. És a dir, la longitud s'expressa amb una notació sexagesimal, per exemple la longitud d'un punt s'escriuria com 2°10′ 17" E (l'exemple és de la ciutat de Barcelona).
La longitud és una coordenada geogràfica que s'utilitza en cartografia i navegació.

## Història

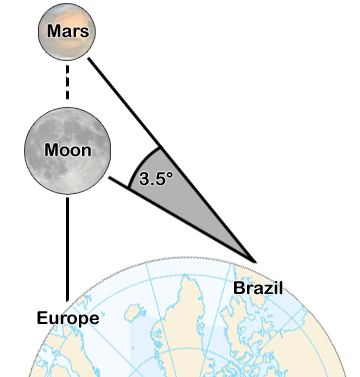
sistema de determinar la longitud d'Amerigo Vespucci

El concepte de longitud va ser desenvolupat per primer cop pels astrònoms grecs antics. Hiparc (segle II aC) va utilitzar un sistema de coordenades que suposava una Terra esfèrica, i la va dividir en 360° com encara fem avui. El seu Meridià zero va passar per Alexandria. També va proposar un mètode per determinar la longitud comparant l'hora local d'un eclipsi lunar en dos llocs diferents, demostrant així una comprensió de la relació entre la longitud i el temps. Claudi Ptolemeu (segle ii) va desenvolupar un sistema de mapes utilitzant paral·lels corbes que reduïen la distorsió. També va recopilar dades de moltes ubicacions, des de la Gran Bretanya fins a l'Orient Mitjà. Va utilitzar un meridià principal a través de les illes Canàries, de manera que tots els valors de longitud fossin positius. Tot i que el sistema de Ptolemeu era sòlid, les dades que utilitzava sovint eren pobres, la qual cosa va provocar una sobreestimació bruta (aproximadament un 70%) de la longitud del Mediterrani.
Després de la caiguda de l'imperi romà, l'interès per la geografia va disminuir molt a Europa. Els astrònoms hindús i musulmans van continuar desenvolupant aquestes idees, afegint moltes ubicacions noves i sovint millorant les dades de Ptolemeu. Per exemple, Al-Battaní va utilitzar observacions simultànies de dos eclipsis lunars per determinar la diferència de longitud entre Antioquia i Ar-Raqqà amb un error de menys d'1°. Es considera que això és el millor que es pot aconseguir amb els mètodes disponibles aleshores: observació de l'eclipsi a ull nu i determinació de l'hora local mitjançant un astrolabi per mesurar l'altitud d'una estrella de rellotge adequada.
A la Baixa Edat Mitjana, l'interès per la geografia va reviure a l'oest, a mesura que augmentaven els viatges i es va començar a conèixer l'erudició àrab a través del contacte amb Espanya i el nord d'Àfrica. Al segle xii, es van preparar taules astronòmiques per a diverses ciutats europees, basades en el treball d’Az-Zarqalí a Toledo. L'eclipsi lunar del 12 de setembre de 1178 es va utilitzar per establir les diferències de longitud entre Toledo, Marsella i Hereford.
Cristòfor Colom va fer dos intents d'utilitzar els eclipsis lunars per descobrir la seva longitud, el primer a l'illa de Saona, el 14 de setembre de 1494 (segon viatge), i el segon a Jamaica el 29 de febrer de 1504 (quart viatge). Se suposa que va utilitzar taules astronòmiques com a referència. Les seves determinacions de longitud van mostrar grans errors de 13° i 38° O respectivament. Randles (1985) documenta la mesura de la longitud dels portuguesos i espanyols entre 1514 i 1627 tant a Amèrica com a Àsia. Els errors oscil·laven entre 2° i 25°.
Mentre la latitud es calculava segons la inclinació dels estels o el Sol fent servir un quadrant o un astrolabi, calia un altre sistema per la longitud i Amerigo Vespucci potser va ser el primer a proposar una solució observant la Lluna i Mart, però el seu mètode tenia moltes limitacions.
El 1612, Galileo Galilei va proposar l'ús d'un rellotge universal. El telescopi es va inventar a principis del segle xvii. Inicialment, un dispositiu d'observació, els desenvolupaments durant el següent mig segle el van transformar en una eina de mesura precisa. El rellotge de pèndol va ser patentat per Christiaan Huygens el 1657 i va donar un augment de la precisió d'unes 30 vegades respecte als rellotges mecànics anteriors. Aquests dos invents revolucionarien l'astronomia observacional i la cartografia.
A terra, el període des del desenvolupament dels telescopis i rellotges de pèndol fins a mitjans del segle xvii va veure un augment constant del nombre de llocs la longitud dels quals s'havia determinat amb una precisió raonable, sovint amb errors de menys d'un grau, i gairebé sempre dins 2° a 3°. A la dècada de 1720 els errors eren constantment inferiors a 1°. Al mar durant el mateix període, la situació era molt diferent. Dos problemes van resultar insolubles. El primer va ser la necessitat d'un navegador per obtenir resultats immediats. El segon va ser el medi marí. Fer observacions precises en l'onatge oceànic és molt més difícil que a terra, i els rellotges de pèndol no funcionen bé en aquestes condicions.
El 1714 el govern britànic va establir un premi per a un cronòmetre utilitzable a bord dels vaixells. John Harrison, va inventar aquest cronòmetre, però resultava molt car i es va continuar fent servir la distància de la Lluna. Els rellotges creats per l'anglès John Harrison, que en va a construir fins a 5 versions diferents, aconseguint premis del Board of longitude. Els tres primers no es podien utilitzar al mar amb mal temps, a causa de les seves grans dimensions i pes, aconseguint una precisió d'un terç de segon al dia. De totes maneres no hi havia dos cronòmetres que marquessin igual i es va optar per la redundància triple: de tres rellotges s'agafava la mitjana dels dos que estaven més a prop, i malgrat tenir els cronòmetres, fins a finals del segle xix, tots els mariners van navegar per distàncies lunars és a dir amb les Taules de Mendoza, pagades pel Baronet Banks, el que va sufragar les expedicions de Cook.
Al segle xx es va combinar el cronòmetre amb el telègraf sense fils. Fins a l'adopció universal del meridià de Greenwich s'havien fet servir com a referència El Hierro, Roma, Copenhaguen, Jerusalem, Sant Petersburg, Pisa, París, Filadèlfia (Pensilvània) i Washington, DC.
Modernament, el problema del posicionament precís dels navilis s'ha solucionat gràcies al GPS. El sistema GPS (Global Positioning System) està basat en la localització mitjançant senyals que es reben d'un conjunt de satèl·lits artificials que orbiten al voltant de la Terra. El receptor rep els senyals d'aquests satèl·lits i mitjançant triangulació pot conèixer la seva posició amb només uns metres de marge d'error, el valor dels quals varia depenent principalment de condicions ambientals (nuvolositat, clima, pluja), tipus de relleu des del qual s'estigui mesurant com a fondalades, zones accidentades o boscos (cal rebre el senyal d'almenys tres satèl·lits) i de la qualitat de l'aparell receptor.

### El cronòmetre

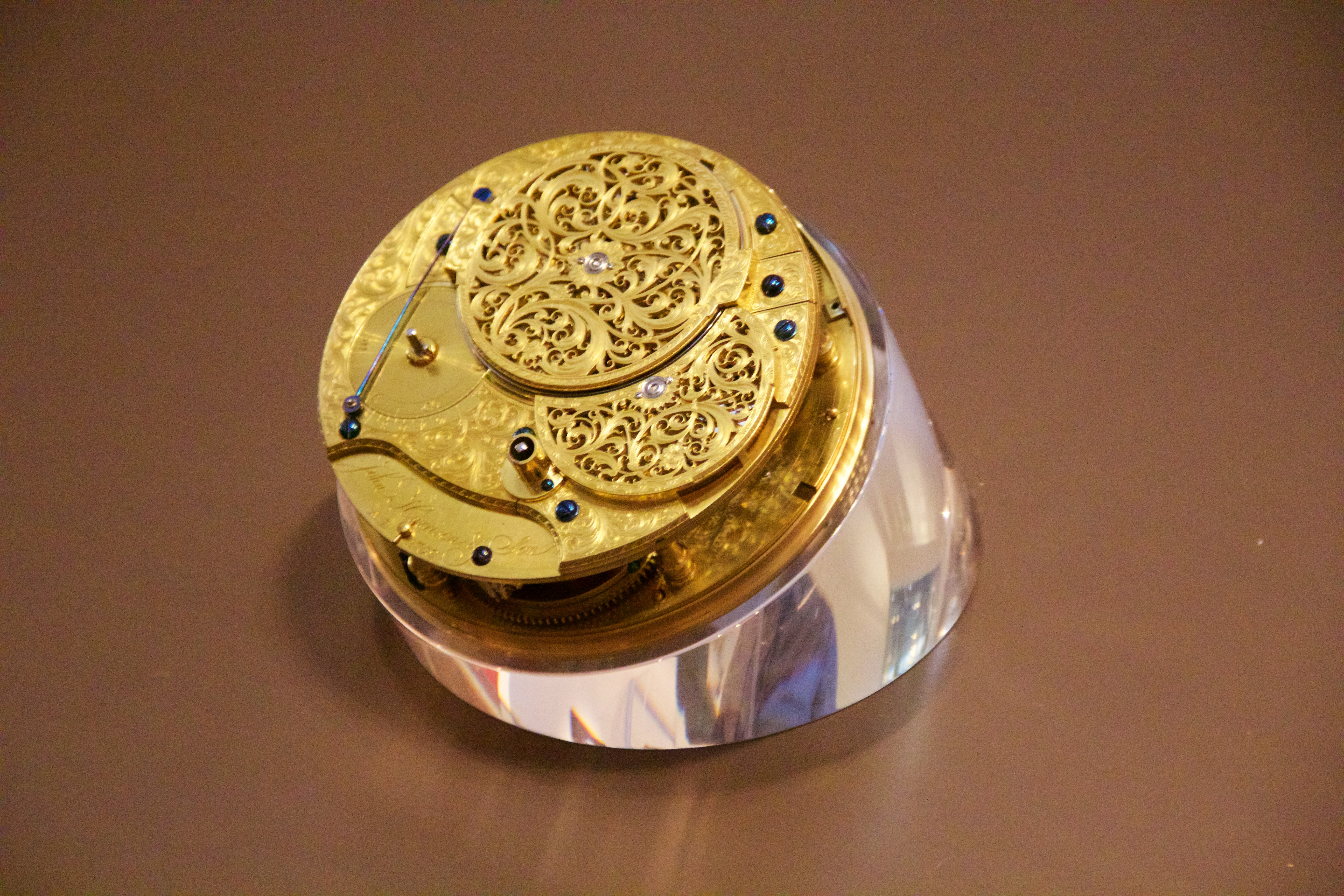
El rellotge del cronòmetre marí H4 de John Harrison s'exhibeix al Observatori Reial de Greenwich

En resposta als problemes de navegació, diverses potències marítimes europees van oferir premis per un mètode per determinar la longitud al mar. La més coneguda d'aquestes és la Longitude Act aprovada pel parlament britànic el 1714. Oferia dos nivells de recompenses, per a solucions a 1° i 0,5°. Es van donar recompenses per dues solucions: les distàncies lunars, fetes practicables per les taules de Tobias Mayer desenvolupades en un almanac nàutic per l'Astrònom reial Nevil Maskelyne; i per als cronòmetres desenvolupats pel fuster i rellotger de Yorkshire John Harrison. Harrison va construir cinc cronòmetres durant més de tres dècades. Aquest treball va ser recolzat i recompensat amb milers de lliures de la Junta de Longitud, però va lluitar per rebre diners fins a la màxima recompensa de 20.000 lliures, finalment va rebre un pagament addicional el 1773 després de la intervenció del parlament. Va passar un temps abans que qualsevol dels dos mètodes es fes servir àmpliament en la navegació. En els primers anys, els cronòmetres eren molt cars i els càlculs necessaris per a les distàncies lunars encara eren complexos i requerien molt de temps. Les distàncies lunars van entrar en ús general després de 1790. Els cronòmetres tenien l'avantatge que tant les observacions com els càlculs eren més senzills, i a mesura que es van abaratir a principis del segle xix van començar a substituir els lunars, que poques vegades s'utilitzaven després de 1850.
Els primers telègrafs en funcionament van ser establerts a Gran Bretanya per Wheatstone i Cooke el 1839, i als Estats Units per Morse el 1844. Ràpidament es va adonar que el telègraf es podia utilitzar per transmetre un senyal de temps per a la determinació de la longitud. El mètode aviat es va utilitzar a la pràctica per a la determinació de la longitud, especialment a Amèrica del Nord, i a distàncies cada cop més llargues a mesura que la xarxa de telègrafs es va expandir, inclosa l'Europa occidental amb la finalització dels cables transatlàntics. El United States Coast Survey, rebatejat com a United States Coast and Geodetic Survey el 1878, va ser especialment actiu en aquest desenvolupament, i no només als Estats Units. L'investigació va establir cadenes de llocs cartografiats a través d'Amèrica Central i del Sud, i les Índies Occidentals, i fins al Japó i la Xina durant els anys 1874–90. Això va contribuir molt a la cartografia precisa d'aquestes zones.
Tot i que els mariners es van beneficiar de les cartes precises, no van poder rebre senyals telegràfics mentre estaven en marxa i, per tant, no van poder utilitzar el mètode per a la navegació. Això va canviar quan la telegrafia sense fil (ràdio) va estar disponible a principis del segle xx. Els senyals horàries sense fil per a l'ús de vaixells es van transmetre des de Halifax, Nova Escòcia, a partir de 1907 i des de la Torre Eiffel de París des de 1910. Aquests senyals permetien als navegants comprovar i ajustar els seus cronòmetres amb freqüència.
Els sistemes de radionavegació van entrar en ús general després de la Segona Guerra Mundial. Tots els sistemes depenien de transmissions de balises de navegació fixes. Un receptor a bord del vaixell va calcular la posició del vaixell a partir d'aquestes transmissions. Van permetre una navegació precisa quan la mala visibilitat impedia les observacions astronòmiques i es va convertir en el mètode establert per a l'enviament comercial fins que va ser substituït pel GPS a principis dels anys noranta.

## Notació i càlcul de la longitud
La longitud és donada per la mesura d'un angle entre 0° del meridià de referència i +180° cap a l'est i -180° cap a l'oest.
Cada grau de longitud es subdivideix entre 60 minuts d'arc i cadascun es subdivideix en 60 segons d'arc. Per a una precisió més gran els segons s'especifiquen en fraccions decimals. Una representació alternativa fa servir graus i minuts on les parts dels minuts s'expressen en notació decimal com per exemple: : 23.45833° E. Expressat en radians s'expressa com una fracció del nombre pi (π) o de 2π.
En els càlculs es substitueix W/E per un signe negatiu. Essent preferible que el negatiu estigui en les longituds oest.
Latitud d'un punt pot ser determinada a base de calcular la diferència de temps UTC. Essent les 24 hores del dia 360° en un cercle i el Sol es mou 15º per hora.

## Moviment de plaques i longitud
Cada placa terrestre es mou en direccions diferents amb velocitats d'uns 50 a 100 mm per any. Com a resultat, per exemple, la a Uganda entre un punt de l'Equador a Uganda i un altre punt de l'Equador a Amèrica és de 0.0014 segons d'arc per any
Quan es fa servir referències com WGS84 per minimitzar els canvis es fan servir marcs de referència en cada placa NAD83 per Amèrica del Nord o ETRS89 per a Europa.

## Càlcul de distància respecte d'un grau de latitud i de longitud
| Latitud | Radi N-S de curvatura {\displaystyle M\;\!} | Distància superficial per 1° de canvi en latitud |  | Radi E-W de curvatura {\displaystyle N\;\!} | Distància superficial per 1° de canvi en longitud |
| ------- | ------------------------------------------- | ------------------------------------------------ |  | ------------------------------------------- | ------------------------------------------------- |
| 0°      | 6335.44 km                                  | 110.574 km                                       |  | 6378.14 km                                  | 111.320 km                                        |
| 15°     | 6339.70 km                                  | 110.649 km                                       |  | 6379.57 km                                  | 107.551 km                                        |
| 30°     | 6351.38 km                                  | 110.852 km                                       |  | 6383.48 km                                  | 96.486 km                                         |
| 45°     | 6367.38 km                                  | 111.132 km                                       |  | 6388.84 km                                  | 78.847 km                                         |
| 60°     | 6383.45 km                                  | 111.412 km                                       |  | 6394.21 km                                  | 55.800 km                                         |
| 75°     | 6395.26 km                                  | 111.618 km                                       |  | 6398.15 km                                  | 28.902 km                                         |
| 90°     | 6399.59 km                                  | 111.694 km                                       |  | 6399.59 km                                  | 0.000 km                                          |